# Cratere Yegros
Yegros  è un cratere sulla superficie di Marte.